# Onze-Lieve-Vrouw van La Salette

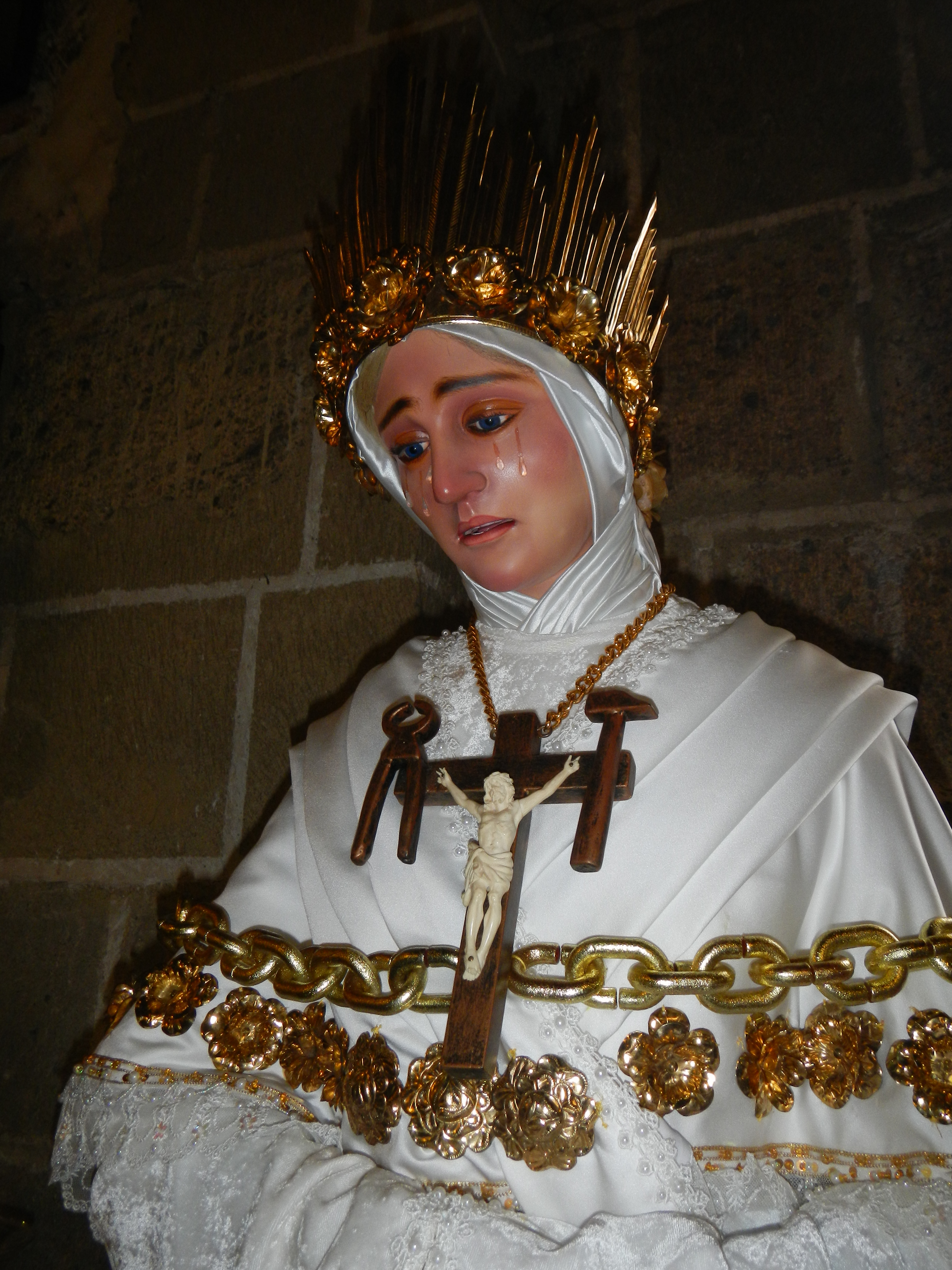
Onze-Lieve-Vrouw van La Salette.

Onze-Lieve-Vrouw van La Salette ook wel O.L.V. van La Salette, middelares voor de zondaars genoemd, betreft een bedevaartsoord in La Salette, een klein alpendorp op 1800 meter hoogte in de gemeente La Salette-Fallavaux, in het Franse Dauphine in het bisdom Grenoble, ca. 75 km ten zuidoosten van Grenoble.
In het jaar 1846 zou er in La Salette een verschijning van Maria aan twee herderskinderen, Mélanie Calvat en Maximin Giraud, hebben plaatsgevonden die door de Katholieke Kerk wordt erkend.
La Salette is te bereiken via een weg van 15 km vertrekkend uit Corps, aan de route Napoléon (N85), dit is de weg van Grenoble naar Gap.
De congregatie van de Salettijnen dankt haar naam aan Onze-Lieve-Vrouwe van La Salette.

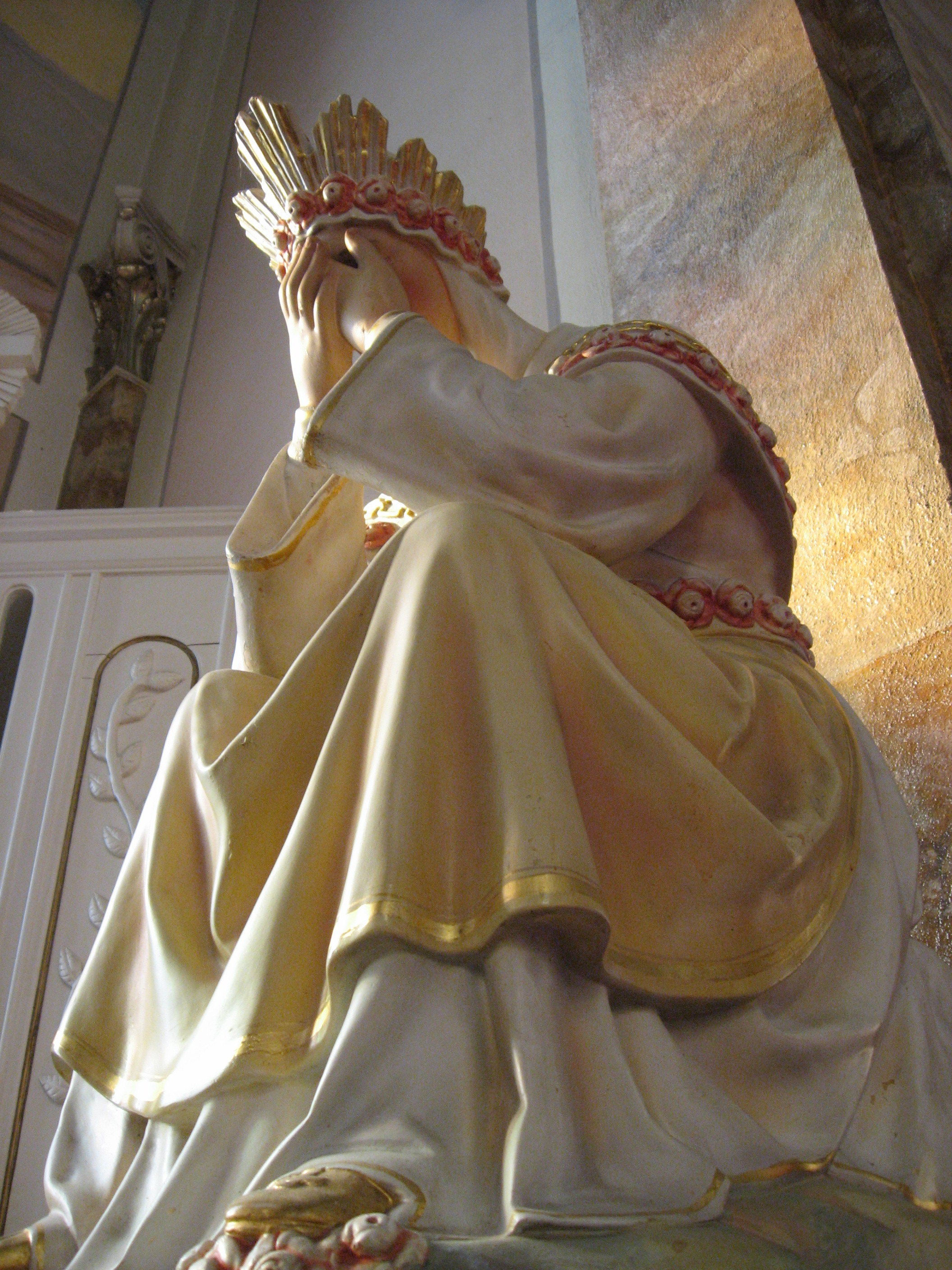
Beeld van Onze-Lieve-Vrouw van La Salette, zittend en huilend.

## Mariaverschijning
Op 19 september 1846, rond drie uur 's middags, twee jonge herders, Mélanie Mathieu (of Mélanie Calvat), net geen vijftien jaar oud, en Maximin Giraud (soms Mémin genoemd, en per vergissing Germain), elf jaar oud, bewaakten hun kuddes op een berg nabij het dorp La Salette-Fallavaux (departement van Isère). Ze zouden een dame in tranen hebben gezien die met hen sprak. Op de avond van de verschijning spraken ze erover met hun meesters. Weduwe Pra (ook bekend als weduwe Caron), meesteres van Mélanie, dacht dat ze de Heilige Maagd hadden gezien en de kinderen werden aangespoord om alles aan de pastoor van La Salette te vertellen. Ze deden het de volgende dag, zondagochtend. De priester huilde van emotie, maakte aantekeningen en, opnieuw in tranen, sprak over het feit in zijn preek.

## Pra-rapport
Op zondagavond, in aanwezigheid van Mélanie maar in afwezigheid van Maximin, die door zijn meester teruggebracht werd naar zijn familie in Corps, werken Baptiste Pra (meester van Mélanie), Pierre Selme (meester van Maximin) en een zekere Jean Moussier samen om het schrijven van de woorden gericht door de Maagd tot de kinderen. Het resulterende document, dat het "Pra-rapport" wordt genoemd ("La relation Pra" in Frans, "the Pra report" in Engels), is nu alleen bekend via een kopie gemaakt door een onderzoeker, Abbé Lagier, in februari 1847. Niettemin stemt dit exemplaar overeen met eerdere documenten die zeker ontleend zijn aan het originele Pra-rapport. Lagiers kopie luidt als volgt:
 Nader, mijn kinderen, wees niet bang, ik ben hier om jullie groot nieuws te vertellen. Als mijn volk zich niet onderwerpt, moet ik de hand van mijn zoon loslaten. Ze is zo sterk en zo zwaar dat ik ze niet langer kan volhouden, voor de tijd die ik voor je heb geleden. Als ik niet wil dat mijn zoon jullie verlaat, heb ik al de taak om onophoudelijk tot hem te bidden. Voor jou maakt het niet uit. Wat je ook doet, je zult nooit de moeite kunnen compenseren die ik voor je heb genomen. 

Ik gaf je zes dagen om te werken, ik heb de zevende voor mezelf gereserveerd en ze willen het me niet geven, dat maakt de hand van mijn zoon zo zwaar. En ook degenen die de karren besturen kunnen niet vloeken zonder de naam van mijn zoon in het midden te zetten. Dit zijn de twee dingen die de hand van mijn zoon zo zwaar maken. 

Als de oogst slecht gaat, is het alleen voor jou, ik liet het je vorig jaar zien met de appels, maar je hield er geen rekening mee. Integendeel : als je rotte aardappelen vond, zou je vloeken en de naam van mijn zoon in het midden zetten. 

Het zal zo doorgaan, tot het punt dat er dit jaar voor Kerstmis geen meer zal zijn. 

(Jullie begrijpen het niet, mijn kinderen, ik ga het jullie anders zeggen...) 

Als U tarwe hebt, moet je het niet zaaien, alles wat U zaait, de dieren zullen het opeten en wat overblijft dat de dieren niet zullen hebben gegeten, het komende jaar zal het tot stof vergaan wanneer U het zult dorsen. 

Er zal een grote hongersnood komen. Voordat deze hongersnood komt, zullen kinderen onder de zeven een trilling krijgen waaraan ze zullen sterven in de handen van degenen die ze vasthouden. 

De anderen zullen hun penitentie doen i hongersnood. De noten zullen bederven en de druiven zullen rotten, maar als ze zich bekeren, zullen de stenen en rotsen in hopen tarwe veranderen en zullen de aardappelen ingezaaid worden (voor het komende jaar). In de zomer gaan maar een paar oudere vrouwen op zondag naar de mis en de anderen werken, en in de winter gaan de jongens naar de mis, als ze niet weten wat te doen, alleen om te spotten met religie. Mensen houden zich niet aan de vasten, ze gaan als honden naar de slager. Bidden jullie goed, mijn kinderen? Niet veel, mevrouw. Je moet het nacht en ochtend doen en minstens een pater en een ave zeggen als je niet beter kunt. 

Hebben jullie geen bedorven tarwe gezien, mijn kinderen? Nee, mevrouw. Maar mijn kind, je moet het deze keer gezien hebben toen je met je vader naar le Coin ging en er een man was die je vader zei zijn bedorven tarwe te komen bekijken. Toen ging je vader daarheen en nam een paar korenaren in zijn hand, wreef erover en ze vergingen tot stof. Toen ze terugkwamen, omdat ze nog een halfuur van Corps verwijderd waren, gaf je vader je een stuk brood en zei: "Nou mijn kind, eet nog steeds brood dit jaar. We weten niet wie brood het komende jaar zal eten. als het zo doorgaat." 

Kom, mijn kinderen, geef het goed door aan al mijn volk.
—  Jean Stern, La Salette, Documents authentiques, t. 1, Desclée De Brouwer, 1980, pp. 47-48.

Volgens latere rapporten betekenen de woorden "ik ga het jullie anders zeggen" dat de Maagd, die eerst in het Frans had gesproken, begon te spreken in de patois van Corps. Vanaf 12 oktober 1846 vermelden de documenten dat de dame tijdens de verschijning een persoonlijk geheim had toevertrouwd aan elk van de twee kinderen.
Voor Pater Stern is het Pra-rapport van het grootste belang onder de documenten over de verschijning.

## Proces van harmonisatie tussen de getuigenissen van de twee kinderen
Zoals hierboven vermeld werd het Pra-rapport geschreven in aanwezigheid van Mélanie en in afwezigheid van Maximin. Pater Stern acht het echter mogelijk dat de schrijvers van het rapport aan Mélanie's verklaringen dingen hebben toegevoegd die door Maximin waren gezegd.
Inderdaad, elk van de twee zieners had in de eerste weken een deel van de boodschap van de dame waarvan hij zekerder was dan de andere ziener. De pastoor van La Salette merkte op 16 oktober 1846 op: "Dit heel verhaal" (dat is te zeggen, in wezen, wat de klachten, bedreigingen en beloften van de Maagd betreft) "wordt getrouw gegeven door de kleine Mélanie en hoewel de kleine Germain het in het begin niet in dezelfde volgorde kon geven, zei hij echter altijd, toen hij zijn kleine metgezel het hoorde vertellen, dat het dat inderdaad was. Wat volgt" (dat wil zeggen, in wezen, het verslag van het incident waarin Maximin en zijn vader een rol spelen) "werd meer in het bijzonder begrepen en herinnerd door de kleine Germain. Mélanie gaf toe dat het zeker was dat de dame met de kleine jongen sprak, zonder dat Mélanie de dame kon verstaan."
Echter, in de woorden van pater Stern, vond een "proces van harmonisatie" plaats tussen de verklaringen van de twee kinderen, waaruit de fixatie van de "Salettijnse vulgaat" resulteerde : "De manier waarop hij (Maximin) de woorden van de Dame presenteert (...) in februari-maart 1847 heeft zeker iets te danken aan de verhalen die hij intussen van Mélanie hoorde. Maar er moet ook een invloed in de tegenovergestelde richting, van Maximin tot Mélanie, hebben bestaan."

## Bisschoppelijke onderzoeken
Het verhaal van Mélanie en Maximin werd zeer goed ontvangen door de bevolking en, in ieder geval vanaf november 1846, was de bisschop van Grenoble, Philibert de Bruillard, overtuigd van de realiteit van de verschijning, maar omdat hij zijn oordeel op onbetwistbaar bewijsmateriaal wilde staven, vroeg hij verschillende rapporten aan bij verschillende commissies.

## Ars-incident
In september 1850 wilde Maximin, die door sommigen was geadviseerd marist te worden, de Pastoor van Ars raadplegen over zijn roeping. Brayer, weldoener van de twee zieners, en Verrier, een van de aanhangers van de "Baron de Richemont" die hoopten dat het geheim van La Salette verband hield met het lot van deze vermeende Lodewijk XVII, namen het initiatief om Maximin te brengen naar de beroemde priester. Maximins voogd gaf officieel zijn toestemming, maar de bisschop van Grenoble verzette zich tegen de reis. Maximin, stampend van ergernis, weigerde zich aan dit verbod te onderwerpen. Brayer en Verrier negeerden de wil van de bisschop en namen Maximin mee naar Ars, vergezeld van zijn zus Angélique, die meerderjarig was.
De groep komt op 24 september 's avonds aan in Ars en wordt ontvangen door de abbé Raymond, onderpastoor van Ars, die Maximin zijn totale ongeloof betuigt met betrekking tot de verschijning van La Salette. De volgende ochtend heeft Maximin een persoonlijk gesprek met de pastoor van Ars. De pastoor had tot dan toe veel vertrouwen in de verschijning van La Salette, maar na het onderhoud met Maximin verklaart hij aan meerdere personen, in het bijzonder aan geestelijken, dat Maximin zijn woorden heeft ingetrokken. Een van deze geestelijken informeert de bisschoppelijke commissie die belast is met het onderzoek naar de verschijning en Abbé Gerin, een lid van deze commissie, komt eind oktober om de pastoor van Ars te horen.
Maximin werd ondervraagd over het Ars-incident in het kleinseminarie van Grenoble en in het bisdom. Op 2 november verklaarde hij schriftelijk op het kleinseminarie dat de pastoor van Ars hem noch over de verschijning van La Salette noch over zijn geheim had ondervraagd en dat hij van zijn kant in zijn antwoorden aan de pastoor en de onderpastoor van Ars niets had gezegd dat in strijd was met wat hij sinds de verschijning tegen duizenden andere personen had gezegd. Diezelfde dag verklaarde hij voor een speciale commissievergadering in het bisdom dat hij zijn woorden niet had ingetrokken in Ars, maar dat hij, daar hij de priester niet duidelijk hoorde, soms willekeurig "ja" en "nee" zei. "Dit is tenminste hoe Rousselot zijn uitleg presenteert", voegt pater Stern toe. (Kanunnik Rousselot beschouwde zichzelf als de postulator van de zaak van La Salette. ) Op 8 november gingen pater Mélin, pastoor van Corps, en kanunnik Rousselot naar Ars. De pastoor van Ars vertelde hen dat Maximin hem had bekend "dat hij niets had gezien en had gelogen in zijn beroemde verhaal en dat hij drie jaar in deze leugen had volhard omdat hij er de goede effecten van zag". Op 21 november schreef Maximin ("men deed hem schrijven", zegt pater Stern) een brief aan de pastoor van Ars waarin hij de volgende uitleg gaf: "Sta mij toe u in alle oprechtheid te zeggen dat er is een compleet misverstand van uw kant geweest. Ik wilde u niet vertellen, vader, en ik heb nooit serieus tegen iemand gezegd, dat ik niets had gezien en had gelogen door mijn bekende verhaal te vertellen en drie jaar lang in deze leugen had volhard omdat ik de goede effecten ervan zag. Ik zei U alleen, Mijnheer de Pastoor, toen ik de sacristie verliet en op de deur was, dat ik iets zag en dat ik niet wist of het de Heilige Maagd was of een andere dame. Op dit moment liep U door de menigte en ons gesprek stopte." Volgens pater Stern is het minste dat van Maximins verschillende verklaringen kan worden gezegd dat ze niet erg coherent zijn. (Later, in 1865, zou Maximin nog een andere verklaring geven: de leugen die hij aan de pastoor van Ars had bekend, betrof niet de verschijning, maar een diefstal van kersen die hij op weg naar Ars had begaan. "Alsof er in september kersen groeien!" merkt pater Stern.)
Bisschop De Bruillard had echter de neiging om in de oprechtheid van Maximins uitleg door het misverstand te geloven. Hij ondersteunde deze uitleg in een brief die hij schreef aan de pastoor van Ars, terwijl hij hem die van Maximin doorstuurde: "Tijdens het recente bezoek aan u gebracht door kanunnik Rousselot en M. Mélin, Pastor-Aartspriester van Corps, vertelde u deze Heren dat Maximin had u bekend 'dat hij niets had gezien en had gelogen in zijn beroemde verhaal en dat hij drie jaar in deze leugen had volhard omdat hij er de goede gevolgen van had gezien'. (...) Ten slotte zei u tegen MM. Rousselot en Mélin dat u naar aanleiding van dit onderhoud met Maximin niet meer kon geloven in de verschijning van La Salette zoals voorheen, en dat u er niet meer in geloofde. MM. Mélin en Rousselot vertelden me al deze dingen met één enige stem. Welnu, een dergelijke verandering van mening van uw kant, Mr. de Pastoor, die steeds meer bekend wordt, (ja zelfs vanuit het gezichtspunt van de redding van zielen,) zou een zeer ernstig feit zijn als de verschijning echt is, zoals negen bisschoppen die ik heb geraadpleegd het beloven. Als u Maximin verkeerd hebt verstaan, zoals hij beweert (met alle schijn van oprechtheid, naar het oordeel van verschillende mensen die mijn vertrouwen hebben), bewering geschreven in het bijgevoegde document dat het kind u zeer resoluut aanspreekt, kunt u u niet vrijstellen van een nieuw onderzoek, en u zult niet weigeren mij op de hoogte te stellen van de uitslag van dit onderzoek en van de mening waartoe het u kan leiden. U begrijpt, mijnheer de Pastoor, dat, nadat ik het geloof van de mensen in de verschijning van La Salette heb aangemoedigd, door de goedkeuring die ik heb gegeven aan de publicatie van de rapporten die op mijn bevel over deze zaak werden opgesteld, U niet kunt Uzelf plaatsen in een soort van openbare oppositie tegen mij, zonder de vriendelijkheid te hebben om mij uw redenen mee te delen, aangezien ik de eer heb om ze dringend van u te vragen."
In zijn antwoord nam de pastoor van Ars de uitleg (misverstand) niet over die de bisschop van Grenoble hem voorstelde. Wat de feitelijke kwestie betreft, bleef hij bij zijn verklaringen aan de pastoor van Corps en aan kanunnik Rousselot, maar hij sloot niet uit dat de verschijning authentiek zou kunnen zijn, ondanks Maximins categorische terugtrekking: "Het is niet nodig om Uwe Hoogheid te herhalen wat ik zei tegen deze heren. Nadat de jongen me had verteld dat hij de Heilige Maagd niet had gezien, was ik het een paar dagen zat. De wond is tenslotte niet zo groot, Monseigneur, en als dit feit het werk is van God, zal de mens het niet vernietigen. » Deze reactie van de pastoor van Ars stoorde bisschop De Bruillard niet. Voor hem was het niet mogelijk dat de kinderen alle omstandigheden van de verschijning hadden verzonnen, dus of er was een misverstand geweest tussen de pastoor van Ars en Maximin, of het was niet op ernstige wijze dat Maximin had gezegd dat hij niets had gezien.
De pastoor van Ars bleef volhouden dat Maximin zijn woorden werkelijk had ingetrokken. Abbé Alfred Monnin, die als missionaris in de entourage van de Pastoor van Ars trad, rapporteerde als volgt een onderhoud dat hij met hem had in aanwezigheid van een paar mensen:
 - Meneer de Pastoor, wat moeten we denken van La Salette? 

- Mijn vriend, je kunt ervan denken wat je wilt: het is geen geloofsartikel. Voor mij denk ik dat we van de Heilige Maagd moeten houden. 

- Zou het indiscreet zijn om u vriendelijk te vragen ons te vertellen wat er tussen u en Maximin is gebeurd in dit onderhoud waar zoveel ophef over wordt gemaakt? Welke indruk heeft het op u achtergelaten? 

- Als Maximin me niet bedroog, heeft hij de Heilige Maagd niet gezien. 

- Maar, vader, er wordt gezegd dat Abbé Raymond dit kind tot het uiterste had gedreven en dat het was om van deze pesterijen te worden verlost dat de jongen zei dat hij niets had gezien. 

- Ik weet niet wat meneer Raymond deed; maar ik weet heel goed dat ik de jongen niet heb gekweld. Het enige wat ik deed was tegen hem zeggen, toen hij bij mij werd gebracht: "Dus jij was het, mijn vriend, die de Heilige Maagd zag?" 

- Maximin zei niet dat hij de Heilige Maagd had gezien; hij zei alleen dat hij een grote dame had gezien... Er kan een misverstand zijn. 

- Nee mijn vriend, de jongen vertelde me dat het niet waar was; dat hij niets had gezien. 

- Hoe komt het dat je geen publieke intrekking van hem eiste? 

- Ik zei tegen hem: "Mijn kind, als je hebt gelogen, moet je je woorden intrekken". 

- Het is niet nodig, antwoordde hij, het is goed voor het volk. Er zijn velen die zich bekeren. Toen voegde hij eraan toe: “Ik zou graag een algemene biecht afleggen en een religieus huis binnengaan. Als ik in het klooster ben, zal ik zeggen dat ik alles heb gezegd en dat ik niets meer te zeggen heb." Dus ging ik verder: 'Mijn vriend, zo kan het niet gaan, ik moet mijn bisschop raadplegen'. 

- "Nou! Vader, raadpleeg. Maar het is het niet waard. Daarop deed Maximin zijn biecht. (...) 

- Vader, weet u zeker dat u goed hebt gehoord wat Maximin tegen u zei? 

- Oh ! zeer zeker ! Er zijn inderdaad sommigen die wilden zeggen dat ik doof was!... Wat zeiden ze niet?... Het lijkt mij dat dit niet is hoe men de waarheid verdedigt.

Deze passage uit het boek van Abbé Alfred Monnin is in sommige latere edities verdwenen, maar er zijn andere getuigenissen in dezelfde zin.
Pater Stern merkt op dat de pastoor van Ars een heel goed gehoor had en niet dom of koppig was: "Als er een mogelijkheid van een misverstand van zijn kant was geweest, waarom zou hij dan moeite hebben gehad om het toe te geven, hij die niets beters vroeg dan geloven?" Daarom neemt pater Stern, samen met andere auteurs die gunstig zijn voor de authenticiteit van de verschijning, een andere verklaring aan dan Maximin zelf in 1850 gaf: Maximin zou vrijwillig de pastoor van Ars bedot hebben. Volgens een van de aanhangers van deze stelling van een bedrog van Maximin, had de onderpastoor van Ars tegenover Maximin beweerd dat de pastoor gedachten las en had Maximin de priester graag op de proef gesteld. Pater Stern, van zijn kant, vindt het niet nodig om de onderpastoor van Ars een belangrijke rol te laten spelen: Maximin was omringd door naïeve mensen aan wie hij graag flauwekul vertelde en wanneer deze naïeve mensen hem spraken over de buitengewone priester van Ars, gedroeg hij zich tegenover hem als tegenover de anderen.
De pastoor van Ars, die de affaire in droefheid heeft gestort, zal zijn assistente Catherine Lassagne, jaren na de erkenning van de verschijning door de bisschop van Grenoble, toevertrouwen dat hij erg geëergerd is om het niet te geloven. Hij zal uiteindelijk zijn vertrouwen in La Salette herwinnen om redenen, waarvan de ene puur subjectief is (verlossing van een innerlijke pijn) en de andere (toekenning van een wonderbaarlijke oorzaak aan een help gekregen tijdens financiële moeilijkheden) van een mate van objectiviteit is die varieert naargelang de getuigen.

## Herderlijke brief van 1851 en aanhoudende oppositie
In een herderlijke brief die gedateerd is 19 september 1851 (vijfde verjaardag van de verschijning), maar die in het bisdom is gerangschikt onder de novemberteksten, verklaarde bisschop De Bruillard de verschijning authentiek en gaf hij toestemming voor de cultus van Onze-Lieve-Vrouw van La Salette. Deze daad verzwakte de oppositie zonder haar te laten verdwijnen en haar leiders, profiterend in 1852 van de komst van een nieuwe bisschop (Mgr. Ginoulhiac, ter vervanging van Mgr. De Bruillard die ontslag had genomen) vielen met geweld de realiteit van het wonder van La Salette aan. Twee geestelijken, Abbé Deléon en Abbé Cartellier, pastoor van de Saint-Josephkerk in Grenoble, beweerden zelfs dat de "mooie dame" in feite Mademoiselle de La Merlière was, een oude dochter en voormalige non. Deze beweringen leidden tot een merkwaardige rechtszaak wegens laster die de eiser (La Merlière) tweemaal verloor, in eerste aanleg op 2 mei 1855 en in hoger beroep op 6 mei 1857., ondanks een welsprekend pleidooi van Jules Favre.
Abbé Cartellier en Abbé Deléon gingen daarna door met het publiceren van pamfletten tegen de verschijning. De kardinaal-aartsbisschop van Lyon, Louis Jacques Maurice de Bonald, stond gunstig tegenover de twee polemisten. Het pausdom committeerde zich niet.

## Basiliek en missionarissen
De eerste steen van een grote kerk werd plechtig gelegd op de berg van La Salette, op 25 mei 1852, voor een grote bijeenkomst van gelovigen. Deze kerk, later gepromoveerd tot de rang van basiliek, werd bediend door religieuzen genaamd missionarissen van La Salette, die in 1891 werden vervangen door diocesane priesters na hun verdrijving door ballingschapswetten.

## Overeenkomsten met de "Brief van Jezus Christus op zondag"
Op 2 mei 1847 viel de "Censeur", een antiklerikale krant uit Lyon, de verschijning van La Salette aan en hekelde degenen die "de lichtgelovigheid van de boeren bedriegen door wonderen te verzinnen, zoals de brieven van Jezus Christus, de verschijningen van engelen en van de Maagd”.
Deze brieven van Jezus Christus zijn varianten van de Brief van Jezus Christus op zondag, een apocrief van het Nieuwe Testament waarvan de eerste bekende vermelding dateert van rond 584.
In zo'n "brief", in beslag genomen in 1818 van een marskramer in het departement Isère, zegt Christus in het bijzonder: "Aanvallen (zonden) die de meest wrede straffen waard zijn, worden gestopt door de gebeden van de goddelijke Maria, mijn zeer lieve Moeder (...) Ik heb u zes dagen gegeven om te werken en de zevende om te rusten (...) maar u maakt er een dag van om de werken van de duivel te volbrengen, zoals gokken, dronkenschap, godslastering (...)." Een soortgelijk document, in beslag genomen van dezelfde marskramer, begint met deze woorden: "Hier is de hand van onze Heer Jezus Christus, die klaar staat om zondaars te straffen" en laat de Maagd zeggen: "Ik kan de woede niet langer stoppen van mijn zoon”.
Zoals hierboven gezien, had de Censeur van Lyon de verschijning van La Salette en de Brieven van Jezus Christus in hetzelfde artikel genoemd, maar had de boodschap van de verschijning niet vergeleken met de inhoud van de Brieven. Deze vergelijking werd in 1855 gemaakt door een Belgische antiklerikale auteur die “François-Joseph” ondertekende. Hij reproduceert (naar Voltaire) een versie van de Brief van Jezus Christus die naar verluidt in 1771 in Paimpol uit de hemel was gevallen, en die onder andere de volgende woorden bevat: "Ik waarschuw u dat, als u in zonde blijft leven (... ), ik u het gewicht van mijn goddelijke arm zal laten voelen. Als mijn lieve moeder niet had gebeden, zou ik de aarde al hebben vernietigd, voor de zonden die jullie tegen elkaar begaan. Ik heb je zes dagen gegeven om te werken, en de zevende om te rusten, om mijn heilige naam te heiligen, om de heilige mis te horen, en om de rest van de dag te gebruiken in de dienst van God mijn vader. Integendeel, we zien alleen godslastering en dronkenschap (...)." Daar de Brief van Jezus Christus door de Kerk als apocrief wordt beschouwd, concludeert François-Joseph, uit de overeenkomsten tussen deze Brief en de toespraak van Onze-Lieve-Vrouw van La Salette, dat er hier om twee verwante leugens gaat.
Pater Hippolyte Delehaye, voorzitter van de Genootschap van Bollandisten, drukte in 1928 een mening uit die vergelijkbaar was met die van François-Joseph: "We zullen eraan toevoegen dat de beroemde kwestie van het 'feit van La Salette' eerder en gemakkelijker had kunnen worden geregeld als men in de woorden die aan de Heilige Maagd worden toegeschreven een van de vormen van de hemelse letter had herkend, nauwelijks aangepast (Frans 'démarquée'). (...) Men heeft niet eens de moeite genomen om een tekst passend te maken die oorspronkelijk in de mond van de Heiland was geplaatst, maar die, uitgesproken door de Maagd, geen zin meer heeft: 'Ik heb je zes dagen gegeven om te werken, de zevende heb ik voor mezelf gereserveerd en ze willen me die niet geven.' Bijzonder veelzeggend is de titel die werd gegeven aan het eerste ontwerp, geschreven op 20 september 1846, de dag na de gebeurtenis: 'Brief gedicteerd door de Heilige Maagd aan twee kinderen op de berg van La Salette-Fallavaux.' We zullen geen opmerkingen toevoegen."

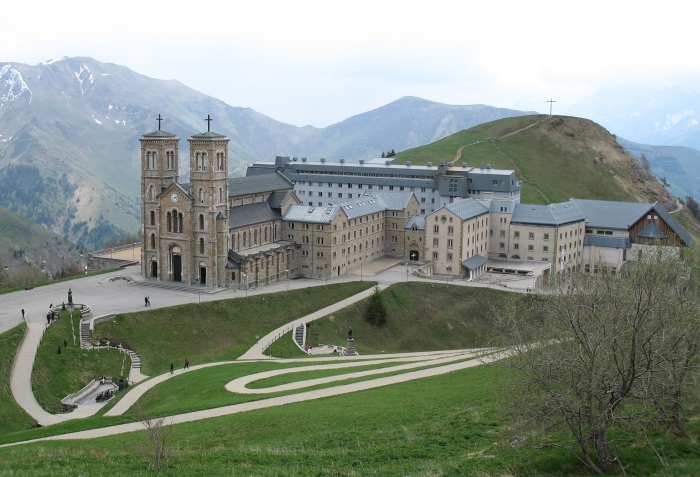
Basiliek La Salette